# Mominsko
Mominsko (bulgariska: Моминско) är ett distrikt i Bulgarien.   Det ligger i kommunen Obsjtina Sadovo och regionen Plovdiv, i den centrala delen av landet, 150 km sydost om huvudstaden Sofia.
Trakten runt Mominsko består till största delen av jordbruksmark. Runt Mominsko är det ganska tätbefolkat, med 80 invånare per kvadratkilometer.